# Parc national de Silent Valley

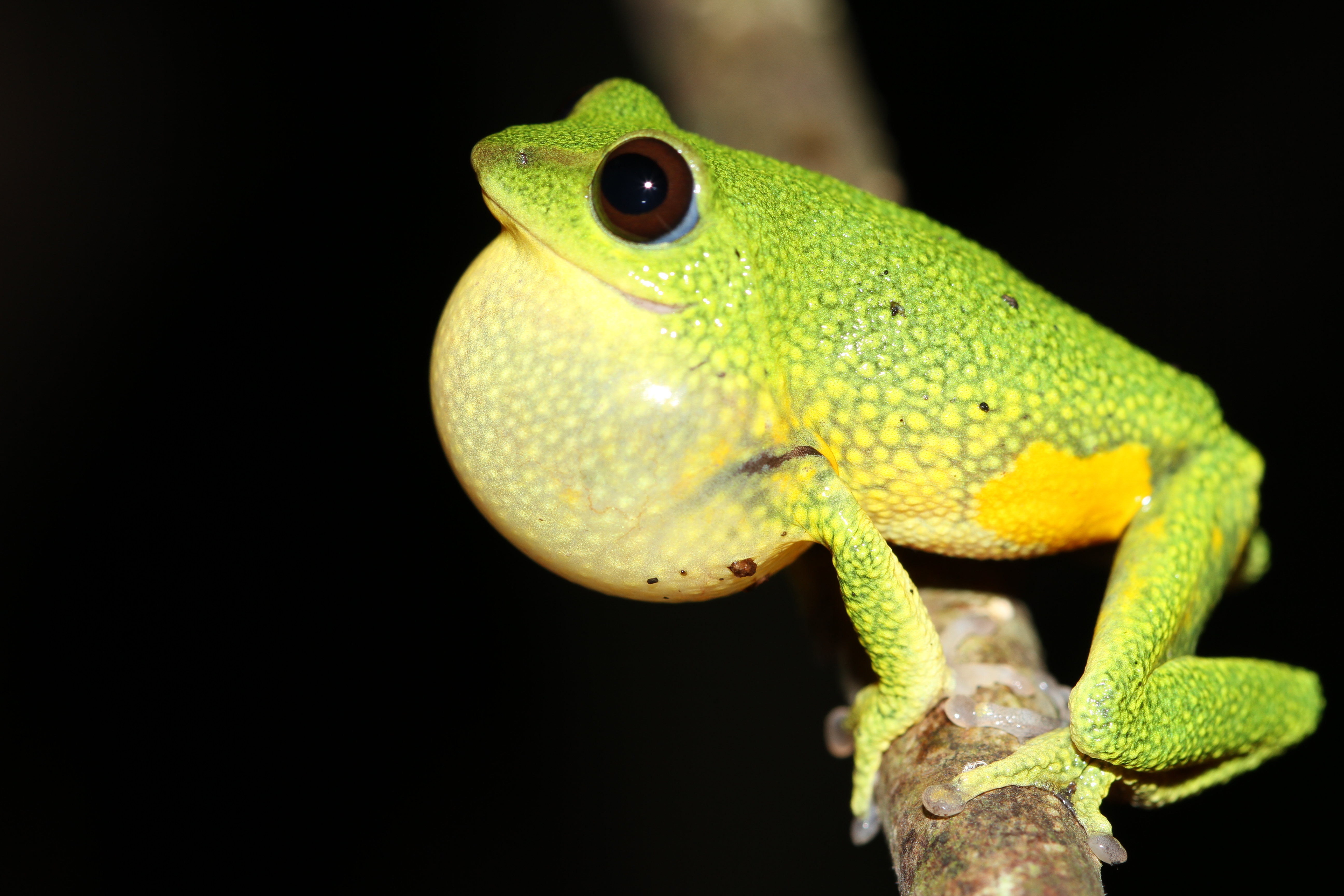
Raorchestes silentvalley

Le parc national de Silent Valley (Silent Valley National Park en anglais et സൈലന്‍റ് വാലീ നാഷണല്‍ പാര്‍ക്ക് en malayalam) est un parc national indien situé dans l'État du Kerala. Il préserve une des dernières grandes forêts vierges d'Inde du Sud.